# Ministère de l'Industrie et de l'Entrepreneuriat des jeunes
Le ministère de l'Industrie et de l'Entrepreneuriat des jeunes  au Niger est chargé du commerce, de l'industrie et de l'entrepreneuriat au Niger.  

## Description

### Siège
Le ministère de l'Industrie et de l'Entrepreneuriat des jeunes du Niger a son siège à Niamey.

### Attributions
Ce département ministériel du gouvernement nigérien est chargé de la conception, de la mise en œuvre et le suivi de la politique de l’État en matière d'activité industrielle et des initiatives entrepreneuriales des jeunes au Niger.

### Ministres
Le ministre du Commerce et de l'Industrie est Seydou Asman.